# Iphiaulax soleae
Iphiaulax soleae är en stekelart som beskrevs av Cameron 1905. Iphiaulax soleae ingår i släktet Iphiaulax och familjen bracksteklar. Inga underarter finns listade i Catalogue of Life.